# M 앤드 C 사치
M 앤드 C 사치 (M & C Saatchi)는 영국의 광고 대행사로 1995년 1월 자신들이 설립한 사치 앤드 사치에서 축출당한 찰스 사치와 모리스 사치 형제가 창립했으며 본사는 런던에 있다.
1995년 "광고 역사상 가장 빠르게"라는 슬로건을 달고 창립해 창의적인 작업으로 많은 상을 수상했다.
2004년 런던 증권 거래소에 상장되고 미국, 호주, 홍콩, 뉴질랜드와 유럽, 아시아 전역에 자사의 입지를 확장시키고 있다.
2010년 3월 네트워크로 런던에 본사 사무소를 두고 파리, 마드리드, 베를린, 도쿄, 뉴델리, 뭄바이, 콸라룸푸르, 홍콩, 상하이, 시드니, 멜버른, 오클랜드, 상파울루, 케이프타운, 제네바, 광주, 웰링턴, 로스앤젤레스, 베이루트 등지에 자사 기반의 사무실을 두고 있다.